# جورج وليامز (عداء مشي)
جورج وليامز (بالإنجليزية: George Williams)‏ هو عداء مشي بريطاني، ولد في 1935، وتوفي في يناير 2017.